# Betulia

Bandeira de Betulia.

Localização de Betulia, no departamento de Antioquia.

Betulia é uma cidade e município da Colômbia, no departamento de Antioquia. Dista 131 quilômetros de Medellín, a capital do departamento. Possui uma área de 252 quilômetros quadrados e se localiza a 1.600 metros acima do nível do mar. Sua população, de acordo com o censo de 2002, é formada por 17.226 habitantes.